# Arno Pijpers
Arno Pijpers (ur. 21 kwietnia 1959 w Rotterdamie) – holenderski trener piłkarski. W latach 2000–2004 był selekcjonerem reprezentacji Estonii, a od 2006 roku trenował piłkarzy Kazachstanu.

## Kariera szkoleniowa
Przez ponad dwadzieścia lat był trenerem dzieci i młodzieży, najpierw w Feyenoordzie, a później w Holenderskim Związku Piłki Nożnej. Prowadzona przez niego reprezentacja Holandii do lat 16 zdobyła w 2000 roku brązowy medal na mistrzostwach Europy.
W 2000 roku przyjechał do Estonii i został selekcjonerem jej drużyny narodowej oraz szkoleniowcem Flory Tallinn. Z zespołem ze stolicy dwukrotnie – w 2001 i 2003 roku – triumfował w ligowych rozgrywkach. Po dwóch porażkach w eliminacjach do mistrzostw świata 2006 w październiku 2004 roku przekazał stery reprezentacji swojemu asystentowi Jelle Goesowi.
Przez rok był dyrektorem technicznym w FC Utrecht. Od początku 2006 roku był selekcjonerem reprezentacji Kazachstanu. Obecnie znów jest trenerem Flory Tallin (stan na 17.07.2018 rok).